# Gravitációs lencse

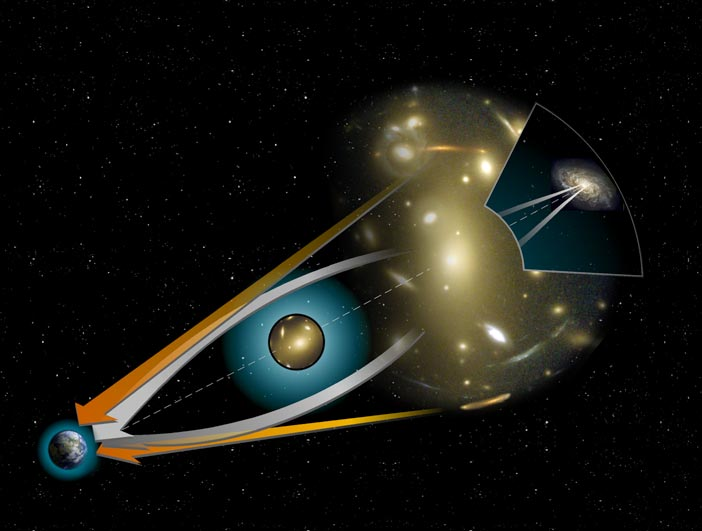
Gravitációs lencsehatás: egy távoli forrásról érkező fény útját az előtte lévő nagy tömegű objektum meggörbíti.

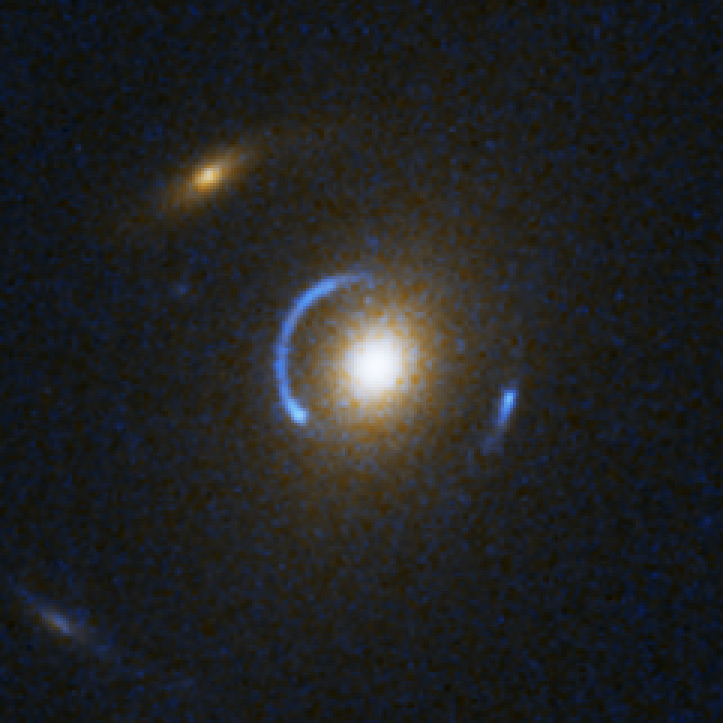
Egy Einstein-gyűrű: az SDSS J120540.43 491029.3 jelű elliptikus galaxis a mögötte lévő objektum képét egy gyűrűre képzi le.

A gravitációs lencse a tér nagy tömegű objektumok által okozott elhajlítása, mely a közelében egyenes vonalban haladó fény terjedését is meggörbíti, így lencseként működik.

## Az elmélet kidolgozásának története
Az általános relativitáselmélet által előrejelzett jelenség, mely az elmélet egyik első kísérleti igazolását is jelentette 1919-ben, amikor az Arthur Stanley Eddington által vezetett expedíciónak egy napfogyatkozás alatt sikerült kimutatnia a Nap gravitációs lencsehatását, melyet a korongjához nagyon közel lévő csillagokra gyakorolt. A tér megfelelő meggörbítéséhez szükséges nagy tömeg miatt gravitációs lencsehatással csillagászati objektumok, általában fekete lyukak, galaxisok, vagy galaxishalmazok térítik el a mögöttük lévő objektumokról érkező fény útját.

## Gravitációs mikrolencse

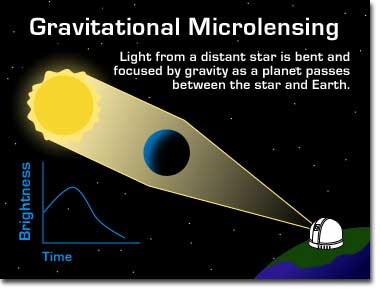
Gravitációs mikrolencse képződésének elméleti sémája

A gravitációs mikrolencse-hatás az exobolygók érzékelésének egyik módszere.
Amint a mellékelt ábrán is látható, amikor egy exobolygó áthalad anyacsillaga előtt, annak fényét fókuszálja, és így az általunk megfigyelhető fényességét egy bizonyos mértékben növeli is.

## Külső hivatkozások
- Surdej, Jean; Refsdal, Sjur; Pospieszalska-Surdej, Anna: Didactical Experiments on gravitational lensing – Université de Liège: Institut d'Astrophysique et de Géophysique